# Rossíiskaya Gazeta
Rossíiskaya Gazeta (en ruso: Российская газета, literalmente Gaceta de Rusia) es un periódico ruso diario y órgano oficial del Gobierno ruso que, además de noticias generales sobre la actualidad nacional e internacional, publica las leyes, decretos oficiales, declaraciones y documentos de los diferentes ministerios e instituciones gubernamentales.
El periódico fue fundado por un decreto del Soviet Supremo de la República Socialista Federativa Soviética de Rusia y su primer número fue publicado el 11 de noviembre de 1990.